# Batman v Superman: Dawn of Justice
Batman v Superman: Dawn of Justice è un film del 2016 diretto da Zack Snyder.
Basato sui personaggi di Batman e Superman di DC Comics, è il secondo film del DC Extended Universe (DCEU). Scritto da Chris Terrio e David S. Goyer, è interpretato da Ben Affleck, Henry Cavill, Amy Adams, Jesse Eisenberg, Diane Lane, Laurence Fishburne, Jeremy Irons, Holly Hunter e Gal Gadot. Si tratta della prima pellicola live action in cui compaiono sia Batman che Superman, e segna il debutto cinematografico in live-action di Wonder Woman, Flash, Aquaman e Cyborg. In Batman v Superman: Dawn of Justice, il genio criminale Lex Luthor manipola Batman e Superman portandoli a scontrarsi tra di loro.
Il film è stato annunciato al Comic-Con del 2013, con Zack Snyder e David Goyer confermati come regista e sceneggiatore. Ispirato ai fumetti Batman - Il ritorno del Cavaliere Oscuro e La morte di Superman, è stato girato tra il 2013 e il 2014 e uscito nel marzo 2016. Ha avuto un grande successo al botteghino ma critiche negative. Una versione estesa, l'Ultimate Edition, è uscita nel luglio 2016 e ha ricevuto un'accoglienza migliore.

## Trama
Durante la battaglia di Metropolis, il miliardario Bruce Wayne assiste impotente alla distruzione della città e allo scontro fra il Generale Zod e Superman, vedendo in quest'ultimo il responsabile dell'ecatombe, e nel frattempo presta soccorso ai feriti insieme ai sopravvissuti.
La rivelazione al mondo dell'onnipotente supereroe kryptoniano Superman ha diviso in due l'opinione pubblica: c'è chi lo considera un eroe e lo venera come un dio, e chi invece lo ritiene una minaccia per l'umanità, come lo stesso Wayne e l'amministratore delegato della LexCorp Lex Luthor. Quest'ultimo, durante una conversazione con la senatrice Finch, chiede una licenza di importazione di un minerale trovato fra i resti della macchina terraformante nell'Oceano Indiano, intenzionato a sfruttarlo come "deterrente", ovvero come arma contro il metaumano; nonostante la politica rifiuti, intendendo processare l'eroe, Luthor riesce a corrompere un politico, ottenendo accesso alla nave kryptoniana e al cadavere di Zod.
18 mesi dopo, Lois Lane e il fotografo Jimmy Olsen si recano in Africa per intervistare un famigerato terrorista. La situazione però degenera quando il dittatore scopre che Jimmy Olsen è un membro della CIA, e questi viene assassinato e la giornalista arrestata. Il tempestivo intervento di Superman risolve la situazione, ma alcuni mercenari al soldo di Luthor uccidono e carbonizzano i cadaveri dei soldati locali; la testimonianza di una donna africana sui relativi eventi mettono in cattiva luce il kryptoniano.
Nel frattempo, a Gotham City, Batman sta indagando sui mercenari e sui loro traffici (fra cui il trasporto di un grosso campione di kryptonite), scoprendo che dal telefono del russo Knyazev (capo della squadra dei mercenari) vengono trasmessi dati privati alla residenza privata di Luthor. Wayne organizza dunque un assalto nei panni di Batman, ma il maggiordomo Alfred Pennyworth gli mostra un invito per Bruce Wayne ad una raccolta fondi presso la casa di Luthor stesso. Recatosi alla raccolta fondi a Metropolis, Wayne installa un dispositivo di hacking, che però viene preso dalla misteriosa Diana Prince.
Incontratisi a un secondo evento di beneficenza, Diana restituisce il dispositivo a Bruce affermando che i dati sono protetti da una crittografia militare. Wayne ritorna nella Bat-caverna, avvia la decriptazione e si addormenta. Qui improvvisamente sogna un futuro distopico, dove Superman ha assoggettato la razza umana e il pianeta (e sul suolo si intravede chiaramente l'omega, simbolo di Darkseid); Batman qui è a capo di una disperata resistenza, ma viene catturato e ucciso assieme ai ribelli dall'alieno. Risvegliatosi, ha un incontro con Barry Allen, proveniente dal futuro, il quale lo avverte di aver avuto sempre ragione sul kryptoniano e che Lois Lane è la chiave. Terminata la decriptazione, Bruce scopre informazioni su Superman, Wonder Woman e su altri metaumani (ovvero Flash, Aquaman e Cyborg). Deciso ad affrontare il kryptoniano, Batman ruba il campione di kryptonite dal laboratorio di Luthor, forgia una lancia con cui intende ucciderlo e si costruisce un'armatura adatta al futuro scontro.
Nel frattempo la Senatrice Finch ordina a Superman di presentarsi al Congresso per appurare se egli sia una minaccia per l'umanità o meno, e Lex fa detonare una bomba nascosta col piombo (impenetrabile alla supervista di Superman) nella sedia a rotelle di un sopravvissuto di Metropolis, Wallace Keefe, uccidendo tutti i presenti e facendo ricadere la colpa sull'uomo d'acciaio, reo secondo l'opinione pubblica di non essersi accorto dell'ordigno. L'evento sconvolge Clark, il quale si allontana in volo dopo aver prestato soccorso. Durante l'allontanamento dell'eroe, Lex Luthor fa rapire la madre adottiva Martha Kent e Lois Lane per attirare Clark in trappola. Clark torna e salva Lois, e durante la successiva discussione Lex spiega il motivo del suo odio verso il supereroe: esso deriva dal fatto che da bambino il padre lo maltrattava picchiandolo e abusando di lui in maniera abominevole e nessuno è mai venuto a salvarlo; di conseguenza in Luthor maturò l'idea che se Dio era onnipotente non poteva essere solo bontà e se era solo bontà allora non poteva essere onnipotente, e ora egli vede in Superman il dio che non c'era stato per lui e che ora vuole distruggere per rappresaglia ai torti subiti da piccolo. Il criminale rivela il suo piano di dimostrare che anche un dio, per quanto buono sia, può arrivare a uccidere un innocente, e riesce a mettere sotto scacco Superman ordinandogli di battersi contro Batman (il quale nel frattempo è in attesa del suo arrivo accanto al bat-segnale su un grattacielo) e di portargli la sua testa entro un'ora, pena la morte della madre.
Superman così si reca a Gotham nella speranza di un aiuto da parte di Batman, ma mentre cerca di parlare, le trappole del Cavaliere Oscuro si attivano, non facendo neanche un graffio a Superman ma facendolo infuriare. Nonostante all'inizio appaia chiara la superiorità dell'uomo d'acciaio, il Cavaliere Oscuro riesce ad ingannarlo lanciandogli una granata di kryptonite sintetizzata; indebolito, Superman diventa vulnerabile e preda delle abilità di combattimento e dell’esperienza di Wayne, che riesce a sopraffare il kryptoniano. Tuttavia, mentre Batman lo prende a pugni, Superman recupera parte dei suoi poteri e cerca di uccidere Wayne, ma questo riesce all’ultimo a lanciargli una seconda granata. Mentre Batman ferisce ancor di più Clark, gli rivela il motivo per cui è diventato quello che è attualmente. Quando era piccolo i suoi genitori furono uccisi da un rapinatore e lui rimase orfano, e anche se la tragedia lo portò a diventare un vigilante che vegliava sui più deboli, egli non riuscì mai a liberarsi dal terribile ricordo che ancora lo perseguita, il che gli fece imparare che il mondo ha senso solo se lo costringi ad averlo, dichiarando che a conti fatti Superman non è mai stato né un dio né un uomo. Detto ciò, blocca Superman a terra e si prepara ad ucciderlo, ma Clark gli implora di salvare la madre dicendo di salvare Martha; Bruce si ferma e gli chiede perché abbia detto quel nome, al che Lois giunge sul luogo e gli rivela che Martha è il nome della madre adottiva di Superman. Bruce capisce che stava diventando lo stesso mostro che aveva sempre odiato e che aveva giurato di combattere e comprende che Superman non è una minaccia, ma è esattamente come lui, un orfano che aveva perso i genitori naturali per colpa di un pazzo e dell'ipocrisia della sua gente e che aveva perso inoltre il padre adottivo sacrificatosi per proteggerlo dal pregiudizio del mondo che lo avrebbe potuto vedere come un mostro e che stava per renderlo inavvertitamente orfano della madre adottiva come era successo a lui. Pentitosi, Batman abbandona la lancia di kriptonite e chiede scusa a Clark; questi gli spiega cosa Luthor gli aveva ordinato di fare e che lui era venuto per chiedergli aiuto, e Bruce gli promette di salvare Martha e, tramite Alfred, si reca nel magazzino dove Martha Kent viene tenuta prigioniera e la salva, massacrando i mercenari di Luthor.
Contemporaneamente Superman si reca nell'astronave kryptoniana e scopre che Luthor ha creato un abominio, sfruttando il suo sangue e il corpo di Zod, ribattezzandolo Doomsday. La creatura è completamente fuori controllo e attacca immediatamente Lex, il quale viene salvato da Superman. Il kryptoniano e l'abominio combattono, ma quest'ultimo si dimostra più forte dell'eroe e nemmeno l'uso di un missile nucleare, lanciato dalle autorità statunitensi, serve a qualcosa, in quanto il mostro assorbe energia e diventa più forte di volta in volta. Nel frattempo giungono in aiuto Batman e Wonder Woman e i tre proseguono lo scontro con la creatura nel porto deserto di Gotham. In un ultimo disperato attacco, Clark dichiara il suo amore a Lois, afferra la lancia con la punta di kryptonite di Bruce e trafigge l'abominio, nel frattempo indebolito dall'attacco di Wonder Woman e Batman, ma viene a sua volta colpito mortalmente. Terminato lo scontro, Batman, Wonder Woman e Lois recuperano il corpo senza vita di Superman. Contemporaneamente, nella nave kryptoniana, davanti a Lex Luthor compare l'ologramma di una creatura aliena che scompare all'arrivo dei soldati intenti ad arrestare Luthor.
Sui giornali viene annunciata la scomparsa di Superman e del suo alter ego Clark Kent durante gli scontri in città. Al funerale Bruce Wayne è raggiunto da Diana Prince alla quale chiede di aiutarlo a formare un gruppo di difensori, con altri metaumani per difendere la Terra da una probabile futura minaccia. Quando se ne vanno, la manciata di terra sopra la bara inizia a lievitare. Lasciando dunque un finale sospeso.

## Personaggi
- Bruce Wayne / Batman, interpretato da Ben Affleck: miliardario di Gotham City, proprietario e amministratore delegato delle Wayne Enterprises, che combatte il crimine nei panni del supereroe Batman.[2] In questo film sono stati utilizzati due diversi tipi di Batsuit: il primo è fatto di un tessuto in contrasto con i semi-corazzati delle precedenti versioni, mentre il secondo è un costume meccanico che usa nello scontro con Superman. A differenza delle versioni precedenti in cui i vecchi interpreti di Batman usavano una voce più profonda, in questa versione utilizza un modulatore vocale per distorcere la sua vera voce, con Affleck che afferma che essendo Bruce Wayne un noto miliardario, probabilmente avrebbero riconosciuto la sua voce. Alla domanda su cosa rende questo Batman diverso dagli altri, Affleck ha affermato che questo "è un po' più vecchio, è più stanco del mondo. È stato intorno all'isolato una o due volte così è un po' più saggio ma è decisamente più cinico e più oscuro", aggiungendo che Batman è diventato "più incline alla violenza e all'elemento criminale[3]." Snyder ha detto: "Volevo assolutamente un Batman più vecchio, volevo un Batman stanco della guerra, per questo, in un sacco di modi, Ben è stato davvero perfetto per me - lo abbiamo invecchiato un po', ha funzionato davvero alla grande. Sono davvero entusiasta del Batman che abbiamo creato"[4]. Sul casting di Affleck, Snyder ha detto: "Ben fornisce un interessante controbilanciamento al Superman di Henry [Cavill]. Ha le caratteristiche giuste per mostrare un personaggio che è più vecchio e più saggio di Clark Kent e porta le cicatrici di un combattente del crimine, ma conserva il fascino che il mondo vede nel miliardario Bruce Wayne"[5]. Affleck ha elogiato Snyder per aver affrontato l'impatto della distruzione causata a Metropolis nel film precedente: "Una delle cose che mi è piaciuta è stata l'idea di Zack di mostrare responsabilità e le conseguenze della violenza e vedere che ci sono persone reali in quegli edifici", aggiungendo: "E infatti, uno di quegli edifici era l'edificio di Bruce Wayne, nel quale sono morte persone che conosceva"[6]. Brandon Spink interpreta un giovane Bruce Wayne in un flashback[7].
- Clark Kent / Superman, interpretato da Henry Cavill: kryptoniano mandato sulla Terra per sfuggire alla distruzione del suo pianeta, lavora ora come reporter per il Daily Planet e protegge l'umanità nei panni di Superman.[2] Il costume di Superman in Batman v Superman è in qualche modo simile a quello de L'uomo d'acciaio, ma con maggiori dettagli sul petto e un mantello più lucido e dall'aspetto metallico. Una citazione scritta in kryptoniano è stata aggiunta al simbolo di Superman che dice "Dove avevamo pensato di stare da soli, saremo con tutto il mondo".[8] Quanto a come Superman abbia abbracciato il ruolo di eroe dal film precedente, Cavill ha dichiarato: "È più abituato a questo lavoro, non è più frenetico e fa del suo meglio per salvare quante più vite possibili". E su come Superman vede l'approccio di Batman alla lotta alla criminalità, Cavill ha detto: "Non è d'accordo con la sua forma di giustizia. Per questo ragazzo di campagna, che cerca di fare le cose nel modo giusto, la giustizia ad ogni costo non è qualcosa che può venire a patti. Spera di usare la sua posizione di giornalista per il Daily Planet per mostrare al mondo cosa sta facendo questo tizio di Batman".[9] Il film affronta la distruzione causata da Superman e Zod a Metropolis nel film L'uomo d'acciaio, parte che è stata fortemente criticata per l'eccessiva lunghezza e al quale Snyder ha risposto dicendosi "sorpreso perché questa è la tesi di Superman per me, che non puoi semplicemente far volare i supereroi e non avere conseguenze".[6] Sull'opinione pubblica nei confronti di Superman nel film, Cavill ha dichiarato: "In questo film, tutti si sono divisi in diverse direzioni su come si sentono riguardo a questo alieno", aggiungendo: "Alcune persone lo amano, altri lo odiano. Altri lo temono. È un tiranno?".[10] Per quanto riguarda la sua evoluzione dal film precedente, Cavill disse "Lo stesso Superman non è così diverso, ma deve affrontare una nuova serie di problemi perché ora è stato rivelato al mondo. Questo film tratta di come il mondo in generale - e in particolare Batman - vede questo alieno, e meno l'evoluzione di Superman." Cavill ha descritto Superman e Batman come "le due facce della stessa medaglia, hanno lo stesso obiettivo, ma usano metodi molto diversi per realizzarlo. Comprensibilmente, questo li porta a scontrarsi l'uno con l'altro, e il loro conflitto è un momento storico".[11]
- Lois Lane, interpretata da Amy Adams: reporter del Daily Planet e interesse amoroso di Clark Kent.[2][12][13] Riguardo al suo ruolo, Amy Adams ha dichiarato che: "Lois è ancora una persona chiave per l'informazione, è la ragazza che va in giro e lo capisce, quindi è molto coinvolta".[14] Quando le è stato chiesto come interpretare Lois Lane nel film, Adams ha risposto: "Mi piace che non abbia paura, non sono così, quindi è davvero divertente che non abbia paura delle conseguenze". Nel rapporto tra Lois Lane e Clark Kent nel film, Adams ha dichiarato: "La cosa fantastica di tutto questo è che, per quanto riguarda la relazione con Lois e Clark, quando li incontriamo si può vedere che sono stati insieme per un po'", spiegando ulteriormente che: "È stato grandioso arrivare a sviluppare quel tipo di intimità e quel tipo di amicizia che ho sviluppato con Henry, per arrivare a portarla sullo schermo."[15] Ha anche descritto Lois Lane come la connessione con l'umanità che ha Clark Kent e ha detto: "Potrebbe avere una visione limitata, ma ha un lavoro e standard morali. Quando l'abbiamo incontrata per la prima volta, avrebbe fatto qualsiasi cosa per ottenere una storia - ora Clark ha instillato un po' di fiducia nell'umanità e in lei. La sua relazione con Clark è la cosa più vicina a qualsiasi cosa basata sulla fede, anche se andare a vivere con Clark porta problemi."[16]
- Lex Luthor, interpretato da Jesse Eisenberg: geniale e sofisticato uomo d'affari, erede amministratore delegato della LexCorp, il cui status lo rende uno dei pochi a potersi confrontare con Superman.[17]
- Martha Kent, interpretata da Diane Lane: madre adottiva di Clark.[2]
- Perry White, interpretato da Laurence Fishburne: direttore del Daily Planet e capo di Clark e Lois.[2]
- Alfred Pennyworth, interpretato da Jeremy Irons: maggiordomo e mentore di Bruce Wayne.[17]
- June Finch, interpretata da Holly Hunter: una senatrice degli Stati Uniti d'America.[18][19]
- Diana Prince / Wonder Woman, interpretata da Gal Gadot: principessa amazzone di cinquemila anni[20] e semidea figlia di Zeus.[21]
- Wallace Keefe, interpretato da Scoot McNairy: impiegato della Wayne Enterprises rimasto ferito, e privo delle gambe, durante lo scontro tra Superman e Zod.[22]
- Anatoli Knyazev / KGBeast, interpretato da Callan Mulvey: mercenario che lavora per Lex Luthor[18]
- Mercy Graves, interpretata da Tao Okamoto: assistente di Lex Luthor;[23]
- Doomsday, interpretato da Robin Atkin Downes, tramite motion capture: l'avversario dei tre supereroi.[24]

Patrick Wilson presta la voce al presidente degli Stati Uniti; Michael Cassidy interpreta Jimmy Olsen. Riprendono il loro ruolo da L'uomo d'acciaio Harry Lennix nei panni del segretario Calvin Swanwick, Kevin Costner nei panni di Jonathan Kent e Christina Wren nel ruolo del maggiore Carrie Ferris, Jeffrey Dean Morgan e Lauren Cohan interpretano rispettivamente Thomas e Martha Wayne, i defunti genitori di Bruce Wayne. Jena Malone è stata scelta per interpretare Jenet Klyburn, ma le sue scene sono state tagliate dal montaggio cinematografico, e sono invece presenti nella versione estesa home video. Rebecca Buller interpreta Jenny Jurwich, Chad Krowchuk è Glen Woodburn e Carla Gugino presta la voce a Kelor, l'I.A. kryptoniana. Nel film appare il cadavere del Generale Zod in un ruolo cruciale; tuttavia, Michael Shannon non ha filmato scene per il film e il cadavere è stato creato utilizzando il fisico del modello di fitness Greg Plitt al quale è stata applicata la faccia di Shannon in post-produzione.
Ezra Miller, Jason Momoa e Ray Fisher appaiono in ruoli minori nei panni di Barry Allen / Flash, Arthur Curry / Aquaman e Victor Stone / Cyborg. Joe Morton interpreta Silas Stone; Il politico Patrick Leahy appare in un cameo nei panni del senatore Purrington. Per rafforzare ulteriormente l'interconnessione tra i film dell'universo condiviso, Chris Pine appare sulla foto di Diana Prince come Steve Trevor, così come Saïd Taghmaoui, Ewen Bremner e Eugene Brave Rock come membri della sua squadra: Sameer, Charlie e Chief, che ricompariranno in Wonder Woman (2017).

## Produzione

### Sviluppo
(Zack Snyder sul film)

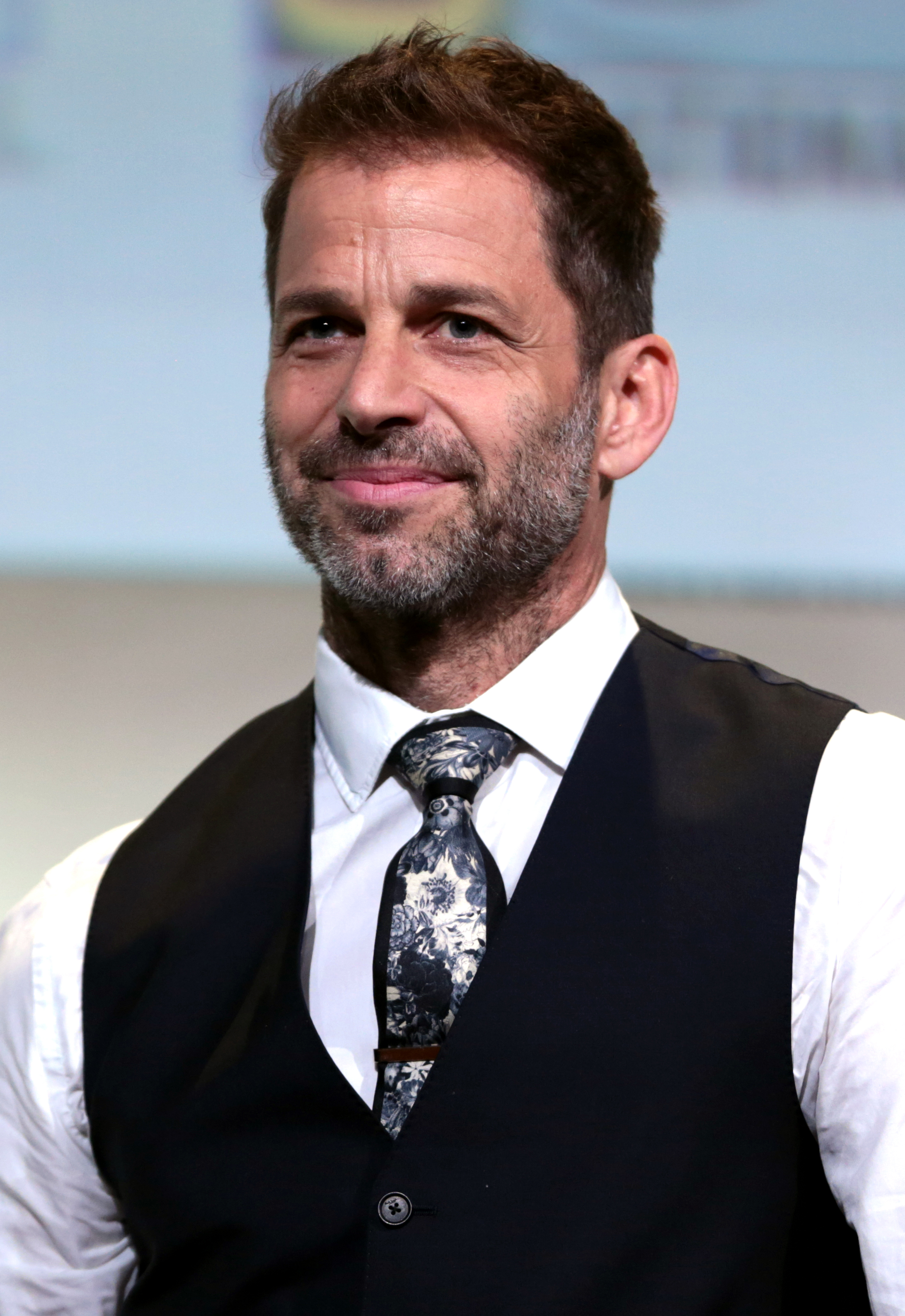
Zack Snyder, regista del film

Nel giugno 2013 è stato annunciato che il regista Zack Snyder e lo sceneggiatore David S. Goyer sarebbero tornati per il sequel de L'uomo d'acciaio, inizialmente previsto per il 2014. Il mese seguente Snyder annunciò al San Diego Comic-Con che il sequel, previsto per il 2015, avrebbe avuto come protagonisti Batman e Superman. Snyder affermò che Batman v Superman avrebbe preso spunto dal fumetto Batman - Il ritorno del Cavaliere Oscuro. Nel novembre 2013 tuttavia specificò che non sarebbe stato un adattamento diretto del fumetto: «Se avessimo fatto quello avremmo avuto bisogno di un Superman diverso. Stiamo invece portando Batman nell'universo in cui vive Superman». Batman v Superman segna anche il debutto cinematografico di Wonder Woman. Nel dicembre 2013 venne assunto Chris Terrio per riscrivere la sceneggiatura a causa degli impegni di Goyer.
Nel maggio 2014 viene rivelato il titolo ufficiale, Batman v Superman: Dawn of Justice. Snyder ha specificato che l'uso della "v" al posto di "vs" è un modo «per evitare che sembri un film totalmente basato sul quel "versus"». Sul film l'attore Henry Cavill ha dichiarato: "Non lo definirei un sequel di Superman [...] Questo è Batman contro Superman: è un'entità separata, introduce il personaggio di Batman ed espande l'universo, iniziato con L'uomo d'acciaio". Forbes ha fatto notare che, anche se il film è nato come sequel de L'uomo d'acciaio, è stato" trasformato in una specie di backdoor pilot per il film sulla Justice League o per un eventuale film stand-alone su Batman".

### Casting

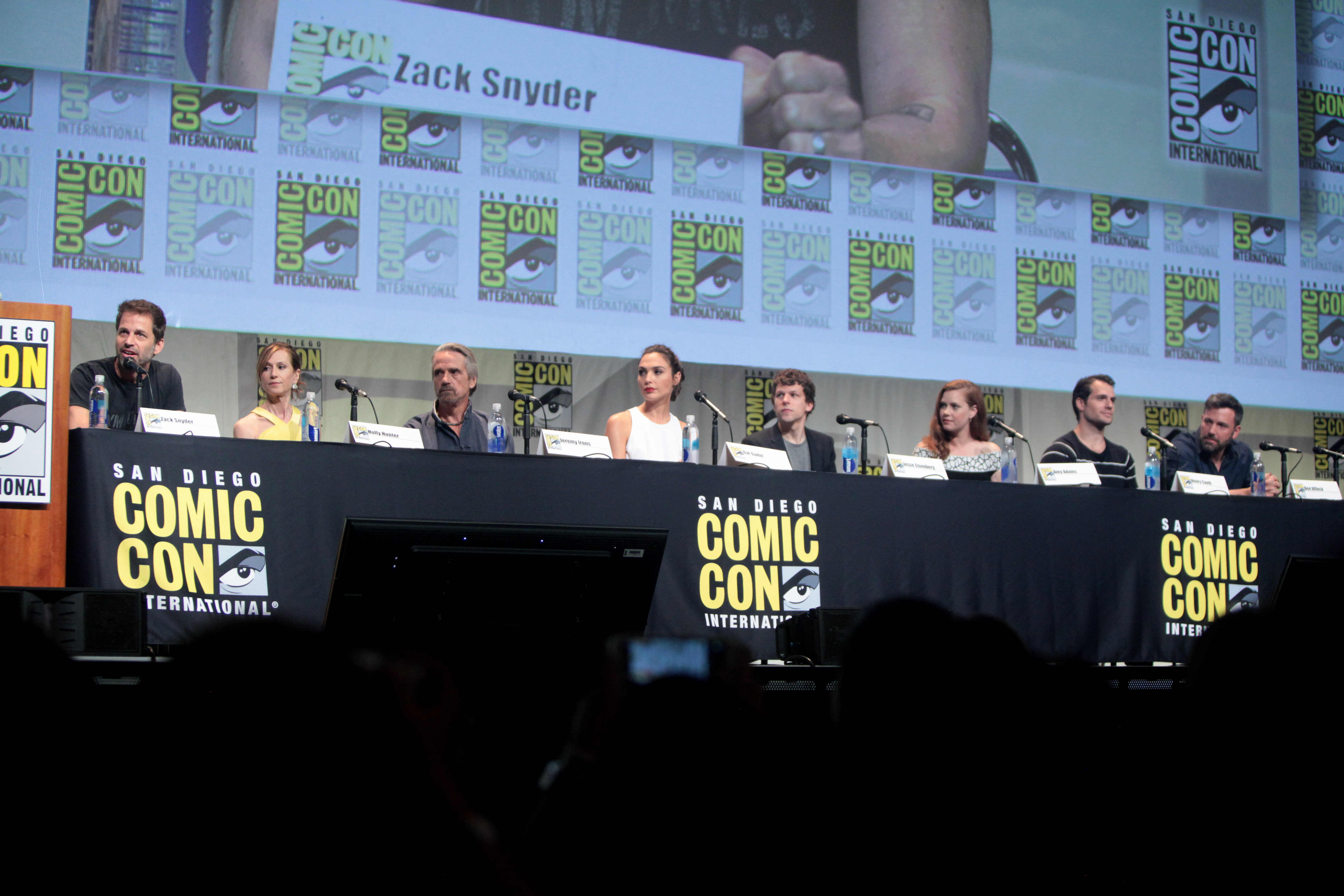
Da sinistra a destra: Zack Snyder (regista), Holly Hunter, Jeremy Irons, Gal Gadot, Jesse Eisenberg, Amy Adams, Henry Cavill e Ben Affleck al San Diego Comic-Con 2015

Henry Cavill, Amy Adams, Diane Lane, Laurence Fishburne e Christina Wren riprenderanno i loro ruoli da L'uomo d'acciaio. A loro si aggiungono Ben Affleck come Bruce Wayne / Batman, Gal Gadot come Wonder Woman, Jesse Eisenberg come Lex Luthor, Jeremy Irons come Alfred Pennyworth, Ray Fisher come Victor Stone / Cyborg, Jason Momoa come Arthur Curry / Aquaman, e Tao Okamoto come Mercy Graves, assistente di Lex Luthor. Scoot McNairy, Callan Mulvey e Jena Malone fanno parte del cast nei panni di Wallace Keefe, Anatoli Knyazev e Jenet Klyburn.
Ben Affleck, che aveva già interpretato il supereroe Daredevil nel film del 2003, era inizialmente riluttante ad accettare il ruolo, affermando che "mi sembrava di non rientrare nel modello del personaggio. Ma dopo che Zack mi ha mostrato i concept e aver capito che sarebbe stato diverso dai fantastici film di Christopher Nolan e Christian Bale, pur restando in linea con la tradizione, mi sono convinto". Snyder ha affermato che la scelta di un Batman più anziano è la giusta contrapposizione a un Superman più giovane, poiché "[Batman] ha le cicatrici di uno che combatte il crimine da tempo, ma mantiene comunque l'eleganza che il mondo vede in Bruce Wayne". Nolan è stato coinvolto nella scelta di Affleck, che è stato il primo attore avvicinato da Snyder per la parte. Tra gli altri possibili candidati vennero considerati attori come: Jim Caviezel, Josh Brolin e Richard Armitage.
Bryan Cranston venne inizialmente considerato per il ruolo di Lex Luthor, ma Snyder scelse Jesse Eisenberg. Lo stesso regista disse: "Avere Jesse ci permette di esplorare questa dinamica interessante, e inoltre porta il personaggio in una direzione nuova e inaspettata". Per la parte di Wonder Woman furono considerate Lucy Griffiths e Olga Kurylenko ma venne poi scelta Gal Gadot. Il produttore Charles Roven ha rivelato che il personaggio sarà basato sulla versione di The New 52, in cui Wonder Woman è una semidea figlia di Zeus. Il film segna inoltre il debutto cinematografico dell'attore Ray Fisher (interprete di Victor Stone / Cyborg), e dei personaggi di Barry Allen / Flash e Arthur Curry / Aquaman.
Come per il primo film, anche Batman v Superman condivide con la serie televisiva Smallville diversi attori del cast; oltre ad Amy Adams (Lois Lane) che in Smallville interpretò Jodi Melville in un solo episodio della 1ª stagione, vi sono anche Michael Cassidy, qui interprete di Jimmy Olsen, in Smallville ricopriva il ruolo di Grant Gabriel aka Julian Luthor nella settima stagione. Infine Joe Morton qui nel ruolo di Silas Stone, nella serie televisiva invece interpretò il Dottor Steven Hamilton nelle prime due stagioni (curiosamente, Morton era anche in Terminator 2, dove interpreta il principale contributore alla creazione di Skynet; in questo film viene mostrata la nascita di Cyborg che ha molte somiglianze con un endoscheletro di T-800).

### Costumi
Michael Wilkinson ha ripreso il suo lavoro come costumista, modificando il costume di Superman rispetto a quello de L'uomo d'acciaio in modo che "si senta fresca e giusta per questa puntata dell'universo cinematografico di Zack Snyder". La prima batsuit del film è influenzata da Batman: Il ritorno del Cavaliere Oscuro, a differenza dei costumi visti nei precedenti film di Batman dal vivo, è fatto di stoffa anziché di armatura ed è un calco del fisico del modello di fitness Rossano Rea. Un'immagine del costume di Wonder Woman è stata rivelata al Comic-Con di San Diego del 2014, in cui il costume desatura i colori rosso, blu e oro che compongono il costume della maggior parte delle versioni fumettistiche del personaggio.
Una seconda batsuit è stata anche presentata al Comic-Con e, a differenza della prima, è corazzata. Il look di Aquaman in questo film lo mostra "tatuato con motivi Maori" e indossa un abito "decorato con tonalità di oro, armatura nera e argento". Secondo la Warner Bros. Studios, la nuova Batmobile è stata influenzata sia dal design elegante e aerodinamico delle classiche Batmobili sia dalla struttura militare a sospensione alta della più recente Tumbler tratta dalla trilogia del cavaliere oscuro. Progettata dallo scenografo Patrick Tatopoulos, la Batmobile è lunga circa 20 piedi e larga 12 piedi. Gli occhiali indossati da Cavill come Clark Kent sono realizzati dal designer di occhiali britannico Tom Davies.

### Riprese
Nel settembre 2013 Larry Fong venne scelto da Snyder come direttore della fotografia; i due avevano già lavorato insieme a 300, Watchmen e Sucker Punch. Le prime riprese si tennero il 19 ottobre 2013 al East Los Angeles College, dove fu girata una partita di football tra la Gotham City University e la Metropolis State University. Alla fine del mese cominciò la costruzione della fattoria Kent vista ne L'uomo d'acciaio. Le riprese principali cominciarono il 19 maggio 2014 a Detroit, nel Michigan, anche se già il 16 maggio vennero girate alcune scene con Gal Gadot nei panni di Diana Prince. Nel novembre 2014 si sono tenute delle riprese aggiuntive a Chicago. Altre scene sono state girate al Michigan Motion Picture Studios, a Yorkville e in Nuovo Messico. Le riprese principali si sono concluse a dicembre 2014. Alcune scene sono state girate in formato IMAX.

## Colonna sonora
Hans Zimmer torna per comporre la colonna sonora; Zimmer ha affermato che è per lui una sfida non riusare il tema da lui composto per la trilogia di Batman di Christopher Nolan. Per questo motivo Zimmer ha chiesto a Junkie XL di creare il tema di Batman. L'album della colonna sonora è stato pubblicato il 18 marzo 2016 da Water Tower Music.
Le canzoni presenti nel film includono: Kang Ling, una canzone tradizionale eseguita dai monaci del monastero Dip Tse Chok Ling, Dharamshala; Night and Day e Ev'ry Time We Say Goodbye, scritto da Cole Porter e interpretata da Richard Cheese; Suite per orchestra di varietà, scritta da Dmitrij Šostakovič, eseguito dall'Orchestra reale del Concertgebouw diretta da Riccardo Chailly; e Amazing Grace arrangiata ed eseguita da John Allan.

### Tracce
1. Beautiful Lie - 3:47
2. Their War Here - 4:36
3. The Red Capes Are Coming - 3:31
4. Day Of The Dead - 4:02
5. Must There Be A Superman? - 4:03
6. New Rules - 4:03
7. Do You Bleed? - 4:36
8. Problems Up Here - 4:25
9. Black and Blue - 8:33
10. Tuesday - 4:00
11. Is She With You? - 5:46
12. This Is My World - 6:25
13. Men Are Still Good (The Batman Suite) - 14:08

Totale: 70:35

## Promozione

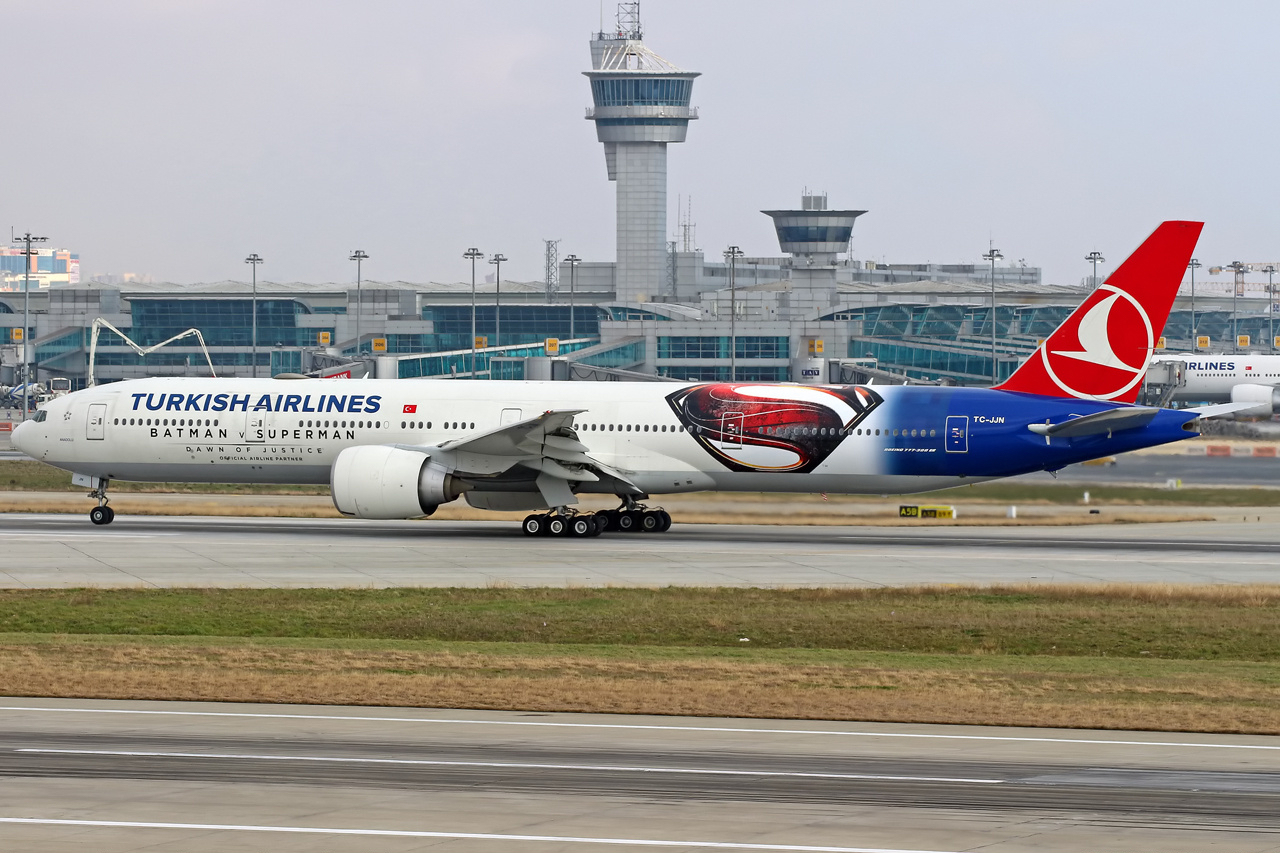
Un Boeing 777 della compagnia Turkish Airlines all'Aeroporto di Istanbul-Atatürk con il logo del film.

Un budget stimato di 165 milioni di dollari è servito per promuovere Batman v Superman: Dawn of Justice. Al San Diego Comic-Con International del 2014, Snyder ha mostrato un primo filmato in esclusiva per l'evento. Il primo teaser trailer è stato distribuito il 17 aprile 2015. Al San Diego Comic-Con 2015 è stato presentato il nuovo trailer del film, diffuso poco dopo anche online. Il 2 dicembre è stato presentato al Jimmy Kimmel Live! il secondo trailer, diffuso in seguito online.
Warner Bros. Consumer Products ha collaborato con diversi licenziatari globali per il programma di merchandasing, tra cui Mattel, LEGO, Rubies, Funko, Thinkway Toys, Hot Toys, Junkfood, Bioworld, Pez, Seiko, Converse e molti altri licenziatari per vendere merci legate al film. La Fiat Chrysler Automobiles ha realizzato un'edizione speciale della Jeep Renegade in cambio di un accordo di pubblicità indiretta; Fatta eccezione per l'Aston Martin di Bruce Wayne, tutti i veicoli del film erano Chrysler, Dodge, Jeep, Ram o Iveco. È stato pubblicato anche un romanzo originale sul film, intitolato Batman v Superman: Dawn of Justice - Cross Fire, pubblicato dalla Scholastic.

Batman con l'armatura del film sulla copertina del fumetto a lui dedicato.

È stato pubblicato in abbinamento alle bottiglie Dr Pepper un prequel a fumetti di cinque numeri che esplora quello che è accaduto nelle settimane e nei mesi che portano agli eventi del film. Tutti i fumetti sono stati scritti da Christos N. Gage e disegnati da Joe Bennett, e sono dedicati a Superman, Batman, Lois Lane, la senatrice Finch e Lex Luthor. Rocksteady Studios ha pubblicato un contenuto scaricabile per il videogioco Batman: Arkham Knight che presentava la Batmobile e la Batsuit del film.
Il 7 febbraio 2016, in occasione del Super Bowl 50, la compagnia aerea Turkish Airlines ha trasmesso due spot pubblicitari per promuovere i suoi voli per Gotham City e Metropolis. Nello spot su Gotham appare Ben Affleck nei panni di Bruce Wayne, mentre in quello su Metropolis appare Jesse Eisenberg nei panni di Lex Luthor.
L'11 febbraio 2016 è stato pubblicato il trailer finale, anche in italiano, descritto come "intenso" da Kwame Opam di The Verge. Jonathon Dornbush di Entertainment Weekly ha dichiarato che il trailer "mostra Batman come combattente del crimine indipendente, e fornisce anche uno sguardo più approfondito alla sua lotta esistenziale contro Superman".
Nel febbraio 2016, Warner Bros. e Doritos stringono una partnership, creando un sito web che offre agli appassionati l'opportunità di vincere biglietti del cinema, giocattoli tecnologici e un viaggio alla première a New York City. Warner Bros. ha collaborato con Omaze per offrire ai fan che hanno donato la possibilità di vincere "The Ultimate Batman - Superman: Dawn of Justice Experience", beneficiando al contempo tre organizzazioni no profit nominate da Ben Affleck, Henry Cavill e Jesse Eisenberg. "The Ultimate Batman v Superman: Dawn of Justice Experience" ha offerto a un fan e al suo amico la possibilità di vincere i biglietti per la première del film, oltre a volare su un elicottero con Cavill o guidare sulla Batmobile con Affleck. I piloti della Hendrick Motorsports Jimmie Johnson e Dale Earnhardt Jr. hanno guidato le auto basate rispettivamente su Superman e Batman, all'Auto Club Speedway, il 20 marzo 2016. Un videogioco tie-in per il film, intitolato Batman vs Superman - Who Will Win?, è stato pubblicato il 16 marzo 2016, dalla Warner Bros. International Enterprises.

## Distribuzione
Il film è stato distribuito il 23 marzo 2016 nelle sale cinematografiche italiane e il 25 marzo nelle sale statunitensi, anche in 3D, IMAX 3D, 4DX e 70mm.. Nel gennaio 2014 il film fu posticipato dalla data iniziale del 17 luglio 2015 al 6 maggio 2016 in modo da dare alla troupe "il tempo di realizzare al meglio la loro visione, data la complessità visuale della storia". La data di uscita americana fu poi anticipata al 25 marzo 2016, in modo da evitare il sovraffollamento dato dall'uscita, a maggio 2016, di Captain America: Civil War.
Batman v Superman: Dawn of Justice ha debuttato all'Auditorio Nacional di Città del Messico il 19 marzo 2016, seguito da una première a New York il 20 marzo al Radio City Music Hall.. In seguito agli attacchi di Bruxelles, la Warner Bros. ha originariamente cancellato il red carpet della première di Londra, ma ha deciso comunque di portare avanti la prima per i fan. Il film è stato distribuito negli Stati Uniti e nel Regno Unito il 25 marzo in 3D. È uscito contemporaneamente in Nord America, Cina e Giappone, i tre maggiori mercati cinematografici del mondo, nonché altri territori internazionali, ad eccezione della Polonia, dove i teatri non sono aperti il Venerdì santo. Il film ha debuttato su 30.000 schermi in quasi tutti i principali paesi esteri in 61 mercati, compresa la Cina, con sedi nazionali distribuite su circa 4.242 sedi di cui 3.500 sale (85%) in 3D, 390 schermi IMAX, 470 posizioni PLF, 150 cinema D- Box e dieci stampe da 70 mm.

### Edizioni home video
Il film è stato distribuito in home video il 16 luglio 2016 negli Stati Uniti, anche in una speciale Ultimate Edition contenente scene inedite ed estese. Questa versione ha ottenuto un rating R dalla Motion Picture Association of America per scene di maggiore violenza rispetto alla versione PG-13 cinematografica, ed è più lunga di 31 minuti, per un totale di 182 minuti.

## Accoglienza

### Incassi
Batman v Superman: Dawn of Justice ha incassato 330360194 $ in Nord America e 544002609 $ nel resto del mondo, per un totale complessivo di 874362803 $. Globalmente il film ha esordito con 422.5 milioni di dollari, il quinto miglior week-end d'apertura di sempre e il miglior week-end d'apertura per un film di supereroi. È il quarto film nella storia a superare i 400 milioni di dollari globali nel week-end d'apertura. Nel circuito IMAX ha incassato 36 milioni di dollari da 945 schermi in tutto il mondo, il terzo miglior esordio di sempre dopo Star Wars - Il risveglio della Forza (48 milioni di dollari) e Jurassic World (44 milioni di dollari).
Gli analisti hanno stimato che il film, con un budget stimato di 250 milioni di dollari, più circa 150 milioni di dollari per il marketing, doveva incassare almeno 800 milioni di dollari per potersi definire un successo. Nelle settimane precedenti all'uscita cinematografica le prevendite dei biglietti del film negli Stati Uniti hanno superato quelle de Il cavaliere oscuro - Il ritorno, The Avengers e Fast & Furious 7, portando inizialmente gli esperti ad affermare che il film potesse superare il miliardo di dollari d'incasso. Tuttavia sia in Nord America che all'estero il film ha visto un forte stop negli incassi dal venerdì alla domenica; nel suo secondo week-end il film ha registrato un calo negli incassi dell'81.2%, il più grande calo dal venerdì al venerdì per un blockbuster, portando gli esperti a rivedere le proprie analisi sul possibile raggiungimento del miliardo di dollari.

#### Nord America
In Nord America il film ha ricevuto una delle più ampie distribuzioni di sempre, con oltre 4200 schermi. Ha stabilito un nuovo record nelle prevendite del sito Fandango per un film di supereroi. Alle anteprime del giovedì ha incassato 27.7 milioni di dollari, un record per il week-end di Pasqua e il secondo miglior esordio di sempre per un film di supereroi (dopo Il cavaliere oscuro - Il ritorno). In totale, ha incassato 166 milioni di dollari nel week-end d'apertura, stabilendo dei record come miglior esordio nel mese di marzo, miglior esordio pre-estate, miglior esordio nel week-end di Pasqua, secondo miglior debutto per un film della Warner Bros. e miglior debutto per un film basato su una proprietà DC Comics. Si tratta inoltre del sesto miglior week-end d'apertura di sempre. Il film detiene anche il record per il peggior calo dal venerdì alla domenica per un film di supereroi con un calo del 58% negli incassi. Il film ha stabilito un record anche come miglior incasso di un lunedì di marzo con 15.05 milioni di dollari, con un calo del 55% rispetto agli incassi di domenica, battendo il precedente record di Hunger Games (10.8 milioni di dollari). Nel suo secondo venerdì di programmazione il film ha incassato 15.3 milioni di dollari, con un calo dell'81.2% negli incassi domestici, stabilendo un record negativo per il più grande calo da venerdì a venerdì per un film tratto da un fumetto. Complessivamente nel secondo week-end il film ha incassato 51 milioni di dollari, con un calo negli incassi rispetto al primo week-end del 69%, a pari merito con X-Men le origini - Wolverine per il peggior calo per un film di supereroi.

#### Internazionale
Il film è stato distribuito il 23 marzo 2016 in 10 paesi, aprendo al primo posto in tutti i mercati e incassando 7 milioni di dollari. Il 24 marzo è stato distribuito in altri 38 paesi, incassando 33,1 milioni, per un totale in due giorni di 44 milioni di dollari in 45 paesi. In Messico ha stabilito un nuovo record come miglior giorno d'apertura per un film della Warner Bros. e secondo miglior giorno d'apertura di sempre. In Brasile ha incassato 3,5 milioni di dollari, un record per il giorno d'apertura; in Germania ha stabilito un record come miglior giorno d'apertura per un film di supereroi con 2.8 milioni di dollari. Tra gli altri paesi in cui è stato distribuito ci sono Australia (2,5 milioni di dollari), Russia (1,9 milioni di dollari), Corea del Sud (1.7 milioni di dollari), gli Emirati Arabi Uniti e Hong Kong (entrambi 1.1 milioni di dollari). Il 25 marzo è stato distribuito in altri 17 paesi, dove ha incassato 67.2 milioni di dollari, per un totale in tre giorni di 115.3 milioni di dollari da oltre 30 000 schermi in 62 paesi.

### Critica
Il film è stato accolto molto negativamente dalla critica cinematografica. Alcune recensioni hanno lodato le interpretazioni di Gadot e Affleck, pur disapprovando lo sviluppo della storia, definita ad esempio "incoerente" dal Telegraph. Sull'aggregatore di recensioni Rotten Tomatoes ha un indice di gradimento del 28% basato su 436 recensioni, con un voto medio di 5 su 10. Il consenso critico del sito recita: «Batman v Superman: Dawn of Justice soffoca una storia potenzialmente possente -- e alcuni dei più iconici supereroi americani -- in un cupo turbinio di azione piena di effetti speciali». Sul sito Metacritic ha un voto medio di 44 su 100 basato su 51 recensioni, indicante "recensioni miste o tiepide".
Vi sono stati anche critici che hanno giudicato in maniera positiva il film. Peter Travers di Rolling Stone, ha assegnato al film 3 stelle su 4, lodando il casting di Affleck come Batman e di Gadot come Wonder Woman e scrivendo che "Snyder, rinforzato da un'adrenalinica colonna sonora di Hans Zimmer, riempie lo schermo di ogni cosa fino a che ogni resistenza diventa inutile". Mark Hughes di Forbes ha scritto che il film è "il successore de Il cavaliere oscuro che molti spettatori e fan aspettavano e speravano... visivamente splendido, con una storia potente ed emozionante e un maestoso spettacolo d'azione". Comicbook.com, sito specializzato in materiale fumettistico, ha definito il film "L'alba di un qualcosa di grandioso", parafrasando il sottotitolo "Dawn of Justice". Wired lo ha definito "Uno spettacolo epico e cupo, con Affleck grandioso che spicca su tutti". Matt Maytum di Total Film, ha attribuito al film 3 stelle su 5, scrivendo: "La pelle d'oca è inevitabile quando le due icone finalmente si incontrano, e ci sono alcuni spettacolari combattimenti, ma non sembra, come viene descritta da Lex, "la più grande battaglia tra gladiatori della storia".
Al contrario, Alfonso Duralde di TheWrap ha criticato il film, scrivendo che "il confronto tra le due leggende dei fumetti diventa solo una serie di grandi pestaggi che portano ad altri grandi pestaggi, che è quello che Snyder e gli sceneggiatori Chris Terrio e David S. Goyer scambiano per storytelling. Todd McCarthy di The Hollywood Reporter ha criticato lo sviluppo della storia e l'interpretazione di Eisenberg, e ha scritto che il film "sarà anche imponente, ma non è divertente". Scott Mendelson di Forbes ha scritto che "Batman v Superman è una gioia per gli occhi, ma farà male al vostro cervello e spezzerà il vostro cuore". Chris Nashawaty di Entertainment Weekly ha lodato l'interpretazione di Affleck come Wayne, ma ha scritto che "alla fine è un'altra indifferente orgia di botte e distruzione in una caotica CGI con un finale che lascia le porte abbastanza aperte per giustificare i prossimi 10 seguiti".
Alla 37ª edizione dei Razzie Awards, tenutasi il 27 febbraio 2017, il film si aggiudica quattro premi su otto candidature: peggior prequel, remake, rip-off o sequel, peggior sceneggiatura, peggior coppia (Ben Affleck e Henry Cavill) e peggior attore non protagonista (Jesse Eisenberg).

#### Tematiche trattate e analisi

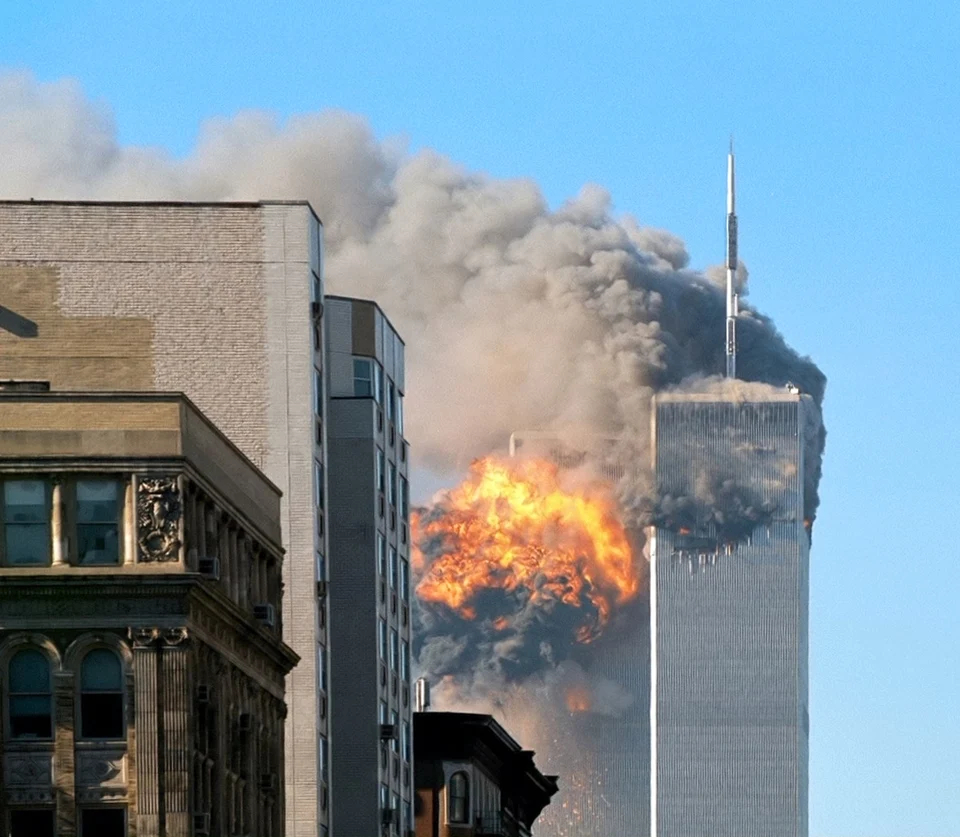
La critica ha interpretato Batman v Superman come un'allegoria della politica americana contemporanea, in particolare della reazione degli Stati Uniti all'11 settembre.

Scrivendo per The Commercial Appeal, John Beifuss ha evidenziato le somiglianze tra la battaglia a Metropolis all'inizio del film e gli attacchi dell'11 settembre: "L'idea è che, proprio come l'11 settembre ha avuto un impatto esistenziale e trasformativo sulla psiche dell’America, la battaglia di Metropolis – e la successiva consapevolezza che un alieno onnipotente potrebbe distruggere con facilità il suo pianeta adottivo – ha alterato la coscienza umana, creando nuovi standard morali e livelli di paura: la sensazione di impotenza che trasforma gli uomini buoni in crudeli, come afferma Alfred (Jeremy Irons), il maggiordomo di Wayne." Beifuss sostiene che Batman esca da quella scena "cambiato – e persino più instabile mentalmente – di prima".
Andrew Dyce, su Screen Rant, scrive: "Bruce, come molti leader politici e nazioni, ha abbandonato l'autorità morale, giustificando i suoi metodi estremi come necessari, identificando un nemico che non cerca di comprendere, e rinunciando allo spirito – se non ai valori espliciti – su cui si fondava la sua missione."
Kaleem Aftab, su Vice, sostiene che il film "fosse pensato come una sferzante critica al governo e alla reazione popolare all'11 settembre". Ha paragonato il personaggio di Superman all’esperienza dei musulmani americani, concludendo che il film "è una condanna di ciò che l'America sta diventando: un luogo in cui gli immigrati, soprattutto quelli ingiustamente stigmatizzati a causa della distruzione causata da pochi, non sono più parte del sogno americano".
Richard Brody, su The New Yorker, ha offerto un'analisi diversa: secondo lui, Batman rappresenterebbe il Partito Democratico, mentre Superman il Partito Repubblicano. Brody ritiene che ciò sia suggerito dal fatto che gli occhi di Batman brillano di blu quando indossa l’armatura, mentre quelli di Superman diventano rossi quando usa la vista calorifica. Brody ha criticato questa lettura definendola "salace", in quanto implicherebbe che il Partito Democratico sia alleato con il male, una tesi che – afferma – "non ha alcun legame con la politica attuale". Tuttavia, l'ha definita anche "una metafora potente", per l’idea che "ci sarebbe meno bisogno di cercare un supereroe – o di ingigantire demagoghi che fingono di esserlo – se i politici semplicemente facessero il proprio lavoro con competenza e sensibilità".
Mark Hughes, su Forbes, osserva che il film sovverte le dinamiche politiche presenti in Batman - Il ritorno del Cavaliere Oscuro, assegnando a Superman il ruolo dell’emarginato sottoposto al giudizio dei media e del governo, mentre nella graphic novel era lui a rappresentare la prospettiva istituzionale, con Batman come reietto sotto costante scrutinio. Hughes sottolinea anche come Batman veda Superman come un essere umano per la prima volta durante la scena di "Martha": "non lo aveva mai considerato una persona reale. All’improvviso, Superman è vulnerabile, ha un nome da persona comune, una donna che lo ama in lacrime, e una madre – le sue ultime parole sono, di fatto, salva mia madre. Vediamo, in modo molto emotivo, come Batman realizzi ciò che sta facendo e che in quel momento lui è il cattivo, un momento rivelatore doloroso ma profondamente umano".
Richard Newby, su The Hollywood Reporter, scrive che la scena di Martha "è l'occasione per Bruce di riconnettersi con la propria umanità e con quella di Superman. Batman non interrompe la lotta perché le loro madri hanno lo stesso nome, ma perché riconosce in Superman un figlio, un essere umano, nonostante le sue origini aliene. Lo scontro con Superman diventa quindi per Bruce la consapevolezza che può migliorare e tornare a essere umano. Non si tratta di una redenzione completa – uccide comunque dei mercenari nella scena successiva – ma di un inizio".
Ben Affleck ha dichiarato di aver apprezzato "l'idea di mostrare le conseguenze della violenza e il senso di responsabilità, facendo vedere che in quegli edifici c'erano persone reali", riferendosi alla scena di Bruce Wayne durante la battaglia di Metropolis.

## Riconoscimenti
- 2016 – Critics' Choice Awards[169]
  - Candidatura alla miglior attrice in un film d'azione a Gal Gadot
- 2016 – Razzie Awards[161]
  - Peggior sceneggiatura a Chris Terrio e David S. Goyer
  - Peggior prequel, remake, rip-off o sequel
  - Peggior coppia a Ben Affleck e Henry Cavill
  - Peggior attore non protagonista a Jesse Eisenberg
  - Candidatura al peggior film
  - Candidatura al peggior attore protagonista a Ben Affleck
  - Candidatura al peggior attore protagonista a Henry Cavill
  - Candidatura al peggior regista a Zack Snyder
- 2017 – Saturn Award
  - Candidatura alla migliore trasposizione da fumetto a film
  - Candidatura al miglior edizione speciale DVD/Blu-ray
- 2017 – People's Choice Awards
  - Film sci-fi/fantasy preferito
  - Candidatura al film d'azione preferito
- 2016 – Teen Choice Awards
  - Candidatura al miglior film sci-fi/fantasy
  - Candidatura al miglior attore in un film sci-fi/fantasy a Ben Affleck
  - Candidatura al miglior attore in un film sci-fi/fantasy a Henry Cavill
  - Candidatura alla miglior attrice in un film sci-fi/fantasy a Amy Adams
  - Candidatura al miglior cattivo a Jesse Eisenberg
  - Candidatura al miglior bacio in un film a Henry Cavill e Amy Adams
  - Candidatura alla miglior ruba-scena in un film a Gal Gadot
  - Candidatura alla miglior stella emergente in un film a Gal Gadot
- 2017 – Kids' Choice Awards
  - Candidatura al film preferito
  - Candidatura al attore cinematografico preferito a Ben Affleck
  - Candidatura al attore cinematografico preferito a Henry Cavill
  - Candidatura alla attrice cinematografica preferita a Amy Adams
  - Candidatura al miglior attore "degno di nota" a Ben Affleck
  - Candidatura al miglior attore "degno di nota" a Henry Cavill
  - Candidatura ai migliori amici-nemici a Ben Affleck e Henry Cavill

## Versioni alternative

### Batman v Superman: Dawn of Justice - Ultimate Edition
La Ultimate Edition è la versione originale della pellicola che il regista Zack Snyder avrebbe voluto fosse proiettata nelle sale ed è stata accolta in maniera generalmente positiva da parte della critica e dei fan, in quanto, rispetto alla versione cinematografica del film, presenta tutte le scene che sono state tagliate per problemi di minutaggio. Diversi critici cinematografici hanno evidenziato che con il filmato aggiuntivo la pellicola avrebbe ottenuto sin dal principio un'accoglienza migliore e alcuni spettatori, che in seguito all'uscita del film nelle sale si erano scagliati contro il regista, sono arrivati a scusarsi direttamente sul profilo Twitter di Zack Snyder dopo aver visto l'edizione estesa della pellicola.

### Batman v Superman: Dawn of Justice - Ultimate Edition Remastered
La versione Remastered è uscita in streaming il 23 marzo 2021, e successivamente in Bluray. Questa versione è caratterizzata da scene alternate in formato 2.40:1 a formato 1.43:1, quest'ultimo utilizzato integralmente nel successivo film Zack Snyder's Justice League.